# Веденисов, Николай Борисович
Николай Борисович Веденисов (1905—1941) — советский математик, специалист в области теоретико-множественной топологии. Сын учёного Б. Н. Веденисова.

## Биография
Николай Борисович Веденисов родился 25 июля 1905 года в Саранске в семье специалиста в области железнодорожного транспорта Бориса Николаевича Веденисова. После окончания школы поступил на физико-математический факультет Московского университета. Интересовался теорией множеств и теорией функций действительного переменного. Позднее предметом его научного интереса стала теоретико-множественная топология. В 1924 году вместе с В. В. Немыцким, А. Н. Тихоновым, Л. А. Тумаркиным, А. Н. Черкасовым вошёл в состав участников топологического семинара, организованного П. С. Урысоном и П. С. Александровым.
В 1927 году поступил в аспирантуру. Преподавал в Московском государственном педагогическом институте. Перед войной был доцентом механико-математического факультета МГУ и Артиллерийской академии.
Веденисов интересовался древнерусской архитектурой. Вместе с другими математиками участвовал в туристических поездках по Русскому Северу и Уралу. Был постоянным посетителем Московской консерватории. Восхищался поэзией Пушкина, любил стихи французских поэтов. Интересовался живописью, как древней, так и современной.
Веденисов является автором трудов по теоретико-множественной топологии. Наибольшее признание получили его труды по общей теории размерности. Имя Веденисова носит неравенство {\displaystyle \dim X\leqslant \operatorname {Ind} X}, доказанное им для любого нормального пространства {\displaystyle X}. Он является также автором «лемма Веденисова» о нуль-множествах непрерывных функций.
После начала Великой Отечественной войны, несмотря на слабое здоровье, ушёл в народное ополчение. В районе Ельни попал в окружение и оказался в немецком плену. Умер в сентябре — октябре 1941 года.

## Сочинения
- Sur le developpement moderne de la theorie des espaces abstraits Bull. Sci. Math. 30 (1926), 15—27 (совм. с А. Н. Тихоновым).
- Sur les espaces metriques complete, J. Math, pures et Appl. 9 (1931), 377—382.
- Sur les f onctions continues dans les espaces topologiques, Fund. Math. 27 (1936), 234—238.
- Sur un probleme de P. Alexandroff, Ann. of Math. 37 (1936), 427—428.
- О многообразиях в смысле Э. Чеха, ДАН 16 (1937), 443—446.
- О некоторых топологических свойствах упорядоченных множеств, Уч. зап. Пед. ин-та, сер. физ.-матем. 2 (1938), 15—26.
- Замечания о непрерывных функциях в топологических пространствах, Уч. зап. Пед. ин-та 2 (1938), 47—54.
- Замечания о размерности топологических пространств, Уч. зап. ун-та 30 (1939), 131—140.
- Обобщение одной теоремы теории размерности, Уч. зап. Пед. ин-та 7 (1940), 35—40.
- Generalisation de quelques theoremes sur la dimension/Сотр. Math. 7 (1940), 194—200.
- О размерности в смысле Э. Чеха, Изв. АН, сер. матем. 5 (1941), 211—216.
- Бикомпактные пространства, УМН 3 : 4 (26) (1948), 67—79 (обзорная статья, опубликовано посмертно).